# Carpenii de Sus, Alba
Carpenii de Sus este un sat în comuna Șpring din județul Alba, Transilvania, România.

 Acest articol despre o localitate din județul Alba este deocamdată un ciot. Puteți ajuta Wikipedia prin completarea lui.